# Recognize
Recognize is een nummer van de Belgische deephouse-dj Lost Frequencies uit 2019, ingezongen door de Ierse zanger Flynn. Het is de vierde single van Alive and Feeling Fine, het tweede studioalbum van Lost Frequencies.
Het nummer werd een hit in België en bereikte de 18e positie in de Vlaamse Ultratop 50. In Nederland werd de 9e positie in de Tipparade gehaald. Ondanks dat het nummer in Duitsland geen hitlijsten bereikte, werd het daar wel een radiohit.